# 劉紀範
劉紀範（1987年8月10日—），出道於《大學生了沒》固定班底（2010年至2011年），參與許多的戲劇演出，包括《女人30情定水舞間》、《幸福兌換券》、《軍官·情人》、《我的寶貝四千金》、《料理高校生》等。

## 影視作品

### 電視劇
| 年份   | 頻道         | 劇名                      | 飾演         |
| 2013年 | 民視         | 《原來是美男》            | 劉紀範       |
| 2014年 | 三立         | 《女人30情定水舞間》      | 柯慧婷       |
| 2014年 | 三立         | 《幸福兌換券》            | 劉薏芝       |
| 2014年 | 三立         | 客串《我的寶貝四千金》    | 雪蓮         |
| 2015年 | 三立         | 《軍官·情人》             | Lee          |
| 2015年 | 三立         | 客串《料理高校生》        | 護士         |
| 2015年 | 三立         | 客串《戀愛鄰距離》        | 蓓蓓         |
| 2016年 | 三立         | 客串《狼王子》            | Penny        |
| 2016年 | 三立         | 客串《獨家保鑣》          | 女記者       |
| 2017年 | 愛奇藝台灣站 | 《櫻桃小丸子》(真人版)    | 美環花子     |
| 2017年 | 三立         | 《只為你停留》            | Amanda       |
| 2017年 | 愛奇藝台灣站 | 《深夜食堂 (亞洲華語版)》 | 主管         |
| 2018年 | 三立         | 《三明治女孩的逆襲》      | Summer       |
| 2018年 | 愛奇藝台灣站 | 《人際關係事務所》        | 盧小姐       |
| 2019年 | Netflix      | 《極道千金》              | 娜娜         |
| 2019年 | 東森戲劇台   | 《美味滿閣》              | Amanda       |
| 2020年 | 三立         | 《跟鯊魚接吻》            | Vicky        |
| 2021年 | 三立         | 《三隻小豬的逆襲》        | 林雅琪       |
| 2021年 | 台視         | 《2049－幸福話術》        | 旅行社服務員 |
| 2021年 | 台視         | 《一個屋簷下》            | 網紅可可     |
| 2022年 | 台視         | 客串《茁劇場－綠島金魂》  | 雅芝同事     |
| 2022年 | 三立         | 《門當互懟愛上你》        | 李詩詩       |
| 2022年 | 衛視中文台   | 客串《仙女姐姐來我家》    | 高雪莉       |
| 2024年 | GagaOOLala   | 《彈一場完美戀愛》        | 小莓         |
| 2024年 | Netflix      | 《正港分局》              | 周欣寧(少女) |
| 2024年 | 三立         | 《Q18量子預言》           | May          |
| 2024年 | 東森超視     | 《阿榮與阿玉》            | 翁春桃       |

### 電影
| 年份   | 片名              | 飾演           |
| 2012年 | 《BBS鄉民的正義》 | 金剛芭比       |
| 2019年 | 《陪你很久很久》  | 麗花           |
| 2020年 | 《同學麥娜絲》    | 阿珍伴娘(客串) |
| 2026年 | 《厄魂》          |                |

## 公益活动
- 2014年5月6日，Sony粉紅絲帶公益健走[3]